# 土壌第三者評価
土壌第三者評価（どじょうだいさんしゃひょうか）とは、土壌汚染調査・対策の適確性について、専門的知識をもち、かつ土壌汚染調査・対策の当事者とは利害関係をもたない第三者が評価を行うことである。

## 背景
2003年に土壌汚染対策法が施行されて以来、土壌汚染調査・対策が盛んに行われるようになり、土地の売買や工場等の廃止において欠かせないものになりつつある。かつては土壌汚染についての情報が一般に公開されることは少なかったが、土壌汚染対策法の施行や宅地建物取引業法の改正（重要事項説明事項に土壌汚染を追加）、社会的な意識の高まりによって、近隣住民などへの説明会や報道発表が行われることが一般的になった。しかし、土壌汚染をめぐるトラブルが多発していることから、土地所有者・使用者や調査・対策機関、土地の買主や仲介者などの当事者が開示する情報について、第三者による検証が必要であるとの見方が広がっている。
これを受けて、土壌汚染調査・対策の適確性について評価を行う土壌第三者評価が提案され、特定非営利活動法人などによって実施されている。

## 評価内容
土壌第三者評価においては、主に以下の点について評価が行われる。
- 対象地の使用履歴・造成記録、特定施設の有無や場所、使用されていた特定有害物質の種類や使用方法・使用場所・保管場所・排水経路などが、資料やヒアリングにより適切に把握されているか。
- 上記の調査結果に基づいて、対象地の土壌汚染の可能性について、適切に判断されているか。
- 土壌汚染の可能性に基づいて、調査区画や試料採取地点が適切に選定されているか。
- 調査の結果から、対象地の土壌汚染の原因や汚染機構、今後の対策の必要性やその方法、隣接地への影響、健康影響などについて、適切に考察されているか。
- 特定有害物質の種類、土質、対象地の今後の利用方法などに応じて、適切な対策方法が選定されているか。
- 十分な対策が行えるよう、適切な施工管理がなされているか。
- 対策を終了するにあたって、十分な確認がなされているか。また、必要に応じてモニタリングなどが計画されているか。
- 対策の結果を受けて、対象地の土壌汚染状況、今後の維持管理等の必要性やその方法、隣接地への影響、健康影響などについて、適切に考察されているか。

上記以外にも、不溶化・封じ込めなどの対策を行った場合の健康影響評価、自然由来であるかどうかの判断、日本では基準がない鉱油類による汚染の評価など、評価内容は多岐に渡り、評価依頼者の評価目的に応じて評価項目が決定される。

## 評価による効果
土壌第三者評価を受けることにより、主に以下の効果が期待できる。
- 土壌汚染調査・対策の信頼性が高まる。
- 近隣住民、行政などとのリスクコミュニケーションを円滑に行うことができる。
- 金融機関・ファンドなどからの融資や投資を受けやすくなる。
- 不要化・封じ込めなどの対策の健康影響評価などにより、土壌汚染調査・対策にかかるコストを削減し、ブラウンフィールド化を防ぐことができる。
- 土壌汚染調査・対策に不適切な部分があった場合、早期発見できる。
  - 訴訟における専門家意見として利用できる。
- ブラウンフィールド問題解決に向けた手法である。
- 行政や学識経験者ばかりによる評価委員会に比べ迅速である。

## 法的規制
土壌第三者評価については法的規制が無いが、土壌汚染対策法に基づく指定調査機関では土壌汚染対策法第十二条に「法人にあっては、その役員又は法人の種類に応じて環境省令で定める構成員の構成が土壌汚染状況調査の公正な実施に支障を及ぼすおそれがないものであること。」とされており、土壌汚染状況調査の実施を依頼する者の社員や株主であったり、取引関係その他の利害関係の影響を受ける可能性のある場合には指定調査機関になれないこととされている。

## 課題
- 第三者評価を行う機関は、独立性を保つためNPOや、企業グループに属していない独立系コンサルタント会社、学識経験者が行うことが多いが、評価に不都合があった場合には責任をとる財務基盤が十分で無いことが一般的であるので、評価の利用方法等を理解しておく必要がある。